# NAME festival
Le NAME festival (Nord Art Musique Electronique) est un festival de musique électronique indépendant se déroulant dans le département du Nord et en région Hauts-de-France. Créé en 2005 par l'association Art Point M à l'initiative du Conseil Départemental du Nord , le festival est sous la direction artistique de Fanny Bouyagui,.

## Histoire
De jour comme de nuit, le festival investit des lieux emblématiques de la métropole lilloise et des villes de la région Hauts-de-France. Après plusieurs éditions à Maubeuge et Dunkerque, le NAME Festival s'est ainsi décliné aussi bien à Avesnelles qu'Amiens, Saint Omer ou encore Aire-sur-la-Lys. Depuis 2007 le NAME propose un programme pédagogique en organisant des ateliers de musique assistée par ordinateur pour les collèges et établissements scolaires du département ainsi que des masterclasses.
Ellen Allien est la « marraine » du festival depuis sa création et s'y produit à chaque édition,.
En 2014, le festival fête ses dix ans et intègre la fédération internationale des festivals DeConcert!.
En 2017, une édition hiver est créée et a lieu à Roubaix où se sont produits Tale Of Us, Dj Koze, Pantha du Prince, Adriatique...
En 2018 pour la première fois le festival s'étend en région Hauts-de-France. Il débute le 21 septembre à Amiens, dans le cadre de la soirée d'ouverture de la saison culturelle 2018-2019 de la Maison de la Culture d'Amiens. Il se tient ensuite sur deux nuits et un après-midi à la Condition Publique de Roubaix et au Grand Sud de Lille les 5, 6 et 7 octobre. Il se clôt à Saint Omer, les 20 et 21 octobre dans la Chapelle des Jésuites.
En 2019 le festival confirme son implantation régionale avec une deux nuits à La Condition Publique de Roubaix les 11 et 12 octobre, enrichies d'une nouvelle proposition à la Maison de la Culture d'Amiens, et d'une deuxième édition du NAME Festival à Saint Omer, dans la Chapelle des Jésuites.
En 2020 le festival rejoint la fédération France Festivals. Malgré l'annonce d'une partie de la programmation pour l'édition 2020, celle-ci est reportée à l'année suivante en raison du contexte sanitaire.
En 2023 le festival s'étend en métropole sur 3 jours, avec pour la première fois 24h sans interruption,. Un after officiel vient clore le weekend le dimanche 8 octobre. Il se déroule de 6h à 22h au Couvent - RBX (ancien Couvent de la Visitation) à Roubaix, avec une quinzaine d'artistes.
En mai 2024 pour la première fois le festival s'associe au 9-9bis - Métaphone pour un open air installé au coeur de ce site patrimonial qui fait partie des cinq grands sites Bassin minier Patrimoine mondial de l'Unesco. Cet événement, destiné à durer, rassemble 2500 festivaliers et festivalières autour d'une programmation à l'image du festival historique.

### Fréquentation
En 2010, il y a eu 12 000 festivaliers répartis sur les deux soirs.
En 2016, le festival est complet avec 7 800 personnes chaque soir à Halluin.

## Structure du festival
Le NAME Festival est une plateforme des musiques électroniques et décline sa programmation en métropole lilloise à travers quatre axes principaux : 
- MAIN EVENT : L'événement principal du NAME ce sont ses 2 nuits à la programmation 100% musiques électroniques. C'est cet événement qui a été le plus nomade depuis la création du festival, d'abord au Tripostal de Lille puis de nombreuses années à la Tossée à Tourcoing, ensuite au Marché d'Intérêt National de Lomme et au Port Fluvial d'Halluin. Depuis 4 éditions il se déroule à la Condition Publique de Roubaix dans 2 salles. L'une orientée warehouse, l'autre club.
- NAME By Day : C'est la version "jour" et gratuite du festival, qui se déroule à la Gare Saint Sauveur de Lille. Elle accueille une programmation d'artistes émergents, associés au label Family NAME records porté par l'équipe du festival[22].
- NAME In The City : "before", "after", et autres événements musicaux et/ou festifs dans les lieux de vie et de nuit de Lille et Roubaix associés au festival.
- ACADEMY : C'est l'ensemble du programme pédagogique du festival. Une partie concerne uniquement un public scolaire, avec des masterclasses et ateliers d'initiation à la MAO ou à la découverte de la création musicale et sonore[23]. Le reste de la programmation varie en fonction des années mais on y retrouve régulièrement une masterclasse d'artistes à destination des musiciens amateurs, des ateliers de perfectionnement ou des formations plus poussées. L'ACADEMY a également régulièrement accueilli des rencontres ou tables ronde[24]. Depuis trois éditions des rencontres radiophoniques sont proposées, au croisement des esthétiques (théâtre, littérature, gastronomie et musique)[25],[26],[27],[28].

- OPEN AIR : Le festival se déroule en open air sur le site du 9-9bis à Oignies, dans un format midi-minuit.

## Programmation artistique

### Années 2000
| Année | Lieux                                                                          | Artistes |
| ----- | ------------------------------------------------------------------------------ | --- |
| 2005  | Tri Postal - Lille, Dunkerque, Maubeuge                                        | Steve Bug, Isolée, Mister C, Quenum, Agoria, Celophane aka Marcus Vector, Ivan Smagghe, Ellen Allien, Erol Alkan, Booka Shade, M.A.N.D.Y, Kiki & Silversurfer, Sylvie Marks, Liquid Architecture, Stephen, Clementine, Pussyselektor, Electric Indigo, Jay Haze & Argenis Brito, Optimo, Losoul (live), T. Raumschmiere, Guido Schneider (live), Wighnomy Brothers, Sierra Sam, APM001, Bern, Tez, HTK |
| 2006  | Tri Postal - Lille, Kursaal - Dunkerque, Maubeuge                              | Johannes Heil, Tobi Neumann, Ricardo Villalobos, Zip aka Dimbiman, Matthiew Herbert, Marc Houle, Troy Pierce, Luciano, Genjini, The MFA, Superpitcher, Matthew Herbert, Clémentine, Domink Eulberg, Sir Alice, Sascha Funke, 3 Channels, Konrad Black, The Rapture, Thomas Schumacher, Ellen Allien & Apparat, Spektrum, Damian Lazarus, Jennifer Cardini, DK7, Marc Romboy, Gérôme Sportelli, Inaqui Martin, Teichmann Brothers, APM001, Celophane, Tom & Ntronot, Barem, Nôze, Sierra Sam, James Holden, Grégory Lasserre et Anaïs met den Ancxt |
| 2007  | Condition publique - Roubaix, Kursaal - Dunkerque, Maubeuge                    | The Orb, Ellen Allien, Nathan Fake, Damian Lazarus vs Jamie Jones, Jennifer Cardini, Audion, Ivan Smagghe, Alter Ego, Andrew Weatherall, Pan Sonic, Modeselektor & Pfadfinderei, Radio Slave, Chloé, Alex Smoke, Fuckpony aka Jay Haze, Martin Landsky, Patrick Chardronnet, Toilet Disco - @c + Lia – sCrAmBlEd ?HaCkZ !, APM001, Pussysleketor, Jonas Bering, DA6K, Bubble |
| 2008  | Tri Postal - Lille, Kursaal - Dunkerque, Maubeuge                              | Dubfire, Ellen Allien, Loco Dice, Carl Craig, Tiefschwarz, Radio Slave, Danton Eeprom (live), Chloé Live, Martin Buttrich (live), Shit Robot, Nic Fanciulli, Anja Schneider, Sebo K, Marcin Czubala (live), It's a fine line feat : Ivan Smagghe & Tim Paris, Efdemin, Pantha Du Prince (live), D'julz, Quiet Village, APM001 |
| 2009  | Tri Postal, Gare de Lille-Saint-Sauveur - Lille, Kursaal - Dunkerque, Maubeuge | Ellen Allien, Tiefschwarz, Michael Mayer, MANDY, Radio Slave, Andrew Weatherall, Feadz, Minilogue, Buraka Som Sistema (live), Damian Lazarus (live), Matias Aguayo, Krazy Baldhead, Sei A (live), Guillaume and the Coutu Dumonts (live), APM001 |

### Années 2010
| Année | Lieux | Artistes |
| ----- | --- | --- |
| 2010  | Gare de Lille-Saint-Sauveur - Lille, La Tossée - Tourcoing, Kursaal - Dunkerque, Maubeuge                                                                        | Laurent Garnier, Paul Kalkbrenner, Ebony Bones, Radio Slave, Busy P, Damian Lazarus vs Dyed Soundorom, Uffie, Myd, Agaric, UFO, Agaric, Anthony Collins, Chloé & Transforma, Erol Alkan, Boys Noize, Clément Meyer, Maetrik, Czeski, Peo Watson, Elagua, Monsieur Nopac, dOP, Seuil, APM001 |
| 2011  | Gare de Lille-Saint-Sauveur - Lille, La Tossée - Tourcoing, Kursaal - Dunkerque, Maubeuge                                                                        | Luicano b2b Carl Craig, 2 Many Dj’s, Breakbot, Busy P, Remain, Ryan Crosson, Seth Troxler, Rone, The National Fanfare Of Kadebostany, Gesaffelstein, Brodinski Ellen Allien & Pfadfinderei, Radio Slave b2b APM001, Nina Kraviz, Radioslave, Simian Mobile Disco, Discodeine, Superpitcher, Mirko Loko, Matt Walsh, Logo, Digitalism, Matthus Raman, Louis La Roche, UFO, Pao & Mainro, Peo Watson, Miss Noa, Dub Video Connection, Fanny Bouyagui, Swayways, Superscript |
| 2012  | Gare de Lille-Saint-Sauveur - Lille, La Tossée - Tourcoing, Kursaal - Dunkerque, Maubeuge                                                                        | Nicolas Jaar, Richie Hawtin, Jennifer Cardini, John Talabot, Krazy Baldhead, Ellen Allien, Art Department, Ryan Crosson, Seth Troxler, Ben Vedren, Heartthrob, Matador, Ambivalent, Soul Clap, Benoit & Sergio, Radio Slave & Tom Gandey, APM001, Rocky, Club Cheval, Gesaffelstein, Brodinski, Deiva & Djos, Matthus Raman, Peo Watson, Art Is A Consequence, Miss Noa, Fanny Bouyagui, Dub Video Connection, Video Jack, Haime |
| 2013  | Gare de Lille-Saint-Sauveur - Lille, La Tossée - Tourcoing, Kursaal - Dunkerque, Maubeuge                                                                        | Boys Noize, Magnetic Man, Jamie Jones, Fritz Kalkbrenner, Maya Jane Coles, Hudson Mohawke b2b Rustie, Booka Shade, Crookers, Erol Alkan, Tale Of Us, Ellen Allien & Pfadfinderei, WhoMadeWho, Miguel Campbell, Wankelmut, Andrew Weatherall, Daniel Avery, Strip Steve, Emika, Rocky, Letherette, Sierra Sam, APM001, Matthus Raman, Rocky, Art Is A Consequence, Deiva & Djos, Edsik, Peo Watson, Rabbit Killerz, Fanny Bouyagui, Jem The Misfit, Graphset |
| 2014  | Gare de Lille-Saint-Sauveur - Lille, La Tossée - Tourcoing, Kursaal - Dunkerque, Maubeuge                                                                        | 2 Many DJ's, Agents Of Time (live), Agoria, APM001, Apollonia, B.A.G.A.R.R.E, Blaise Bandini, Brodinski, CED, Clockworck & Avatism (live), DC Salas, Deiva & Djos, Eggma, Ellen Allien, Fanny Bouyagui, Faraï, Graphset, Haime, Jonny Woo & John Sizzle, Julien Electro Libre, Laurent Garnier, Loco Dice, Louisahhh!!!, Magda, Marc Houle (live), Marcel Dettmann, Matthus Raman, Maya Jane Coles, Michael Mayer, Mind Against, Miss Noa, Nyma, Pachanga Boys, Panteros666, Peo Watson, Recondite (live), Reptile Youth (live), Sam Tiba, Songe, Tale Of Us, Ten Walls, Tennis, Throb Circle, Tito Parallel, Toilet Disco, Video Jack |
| 2015  | Gare de Lille-Saint-Sauveur - Lille, M.I.N - Lomme | APM001, Audion, Barnt, Ben Klock, Carl Craig, Damian Lazarus, Ellen Allien, Fred Hush, Groove, Mano Le Tough, Marcel Dettmann, Matthus Raman, My Favorite Robot, Peo Watson, Solomun, Tale Of Us, Vaal b2b Somne, Villanova, You Man |
| 2016  | Port fluvial - Halluin, La Condition Publique - Roubaix, Gare de Lille-Saint-Sauveur - Lille                                                                     | Laurent Garnier, Ben Klock, Recondite, Kollektiv Turmstrasse, Marcel Dettmann, Stephan Bodzin, Rødhåd, Maceo Plex, Ellen Allien, Mind Against, Paula Temple, Âme, Alex Niggemann, Mainro, Rafael Cerato, Seth Troxler, Konvex & The Shadow, Matthus Raman, Frankey & Sandrino, APM001, Remote, Marvin & Guy, Hap, Djoy de Cuba, Blac, Solee, The Drifter, Anton Dhouran, Peo Watson, Alex Smoke, Axel Boman |
| 2017  | La Condition Publique - Roubaix | Ellen Allien, Len Faki, Âme, Dixon, Giorgia Angiuli, Jennifer Cardini, Laurent Garnier, Rødhåd, Recondite, Jean-François Zygel, Alessio Pagliaroli, APM001, BLAC, BOg, Fideles, Hap b2b Mainro, Jonny Woo & A Man to pet, Kasper Marott, Peo Watson, Rancido, Roland Appel, Tijana T, Toilet Disco |
| 2018  | Maison de la Culture - Amiens, La Condition Publique - Roubaix, Le Grand Sud, Lille - Gare de Lille Saint Sauveur - Lille, La chapelle des Jésuites - Saint Omer | Agents of Time, Agoria, Amarcord, Anthony Georges Patrice, APM001, Âme, Blac, Cassie Raptor, Ced, David Asko, Demian, Eagles & Butterflies, Ellen Allien, Emiko, Graphset, Hap, Heleen Blanken, Ivory, Job Jobse, Klunsh, Kolaps Model, Locked Groove, Mainro, Mano le Tough, Marcel Dettmann, Mathias Schober, Mind Against, Olderic, Patrice Bäumel, Paula Temple, Peo Watson, Speaking Minds, Stephan Bodzin, Tale Of Us, The Hacker, The Drifter, Toilet Disco, Verlatour, Wildcake |
| 2019  | Maison de la Culture - Amiens, La Condition Publique - Roubaix, Gare de Lille Saint Sauveur - Lille, La chapelle des Jésuites - Saint Omer                       | Ben Klock, Ellen Allien, Fur Coat, Jennifer Cardini, Jean-François Zygel, Laurent Garnier, Lehar, Len Faki, Maceo Plex, Marcus Worgull, Musumeci, Recondite, Rødhåd, Solomun, APM001, Blac, Coeus, David Asko, Hap, Kadosh, Lexx, Mainro, Mystery Affair, Raw District, Santiago Garcia, Cassie Raptor, Emiko, Graphset, Heleen Blanken |

### Années 2020
| Années | Dates                     | Lieux                               | Artistes |
| ------ | ------------------------- | ----------------------------------- | --- |
| 2021   | 8 et 9 octobre            | La Condition publique - Roubaix     | Vendredi : ARTBAT, Damon Jee, Ellen Allien, FJAAK live, Frank Wiedemann (Âme live), Innellea live, Mainro, Mathys Lenne, Nina Kraviz, Vladimir Dubyshkin Samedi : Adana Twins, Âme B2B Jennifer Cardini, APM 001, Charlotte de Witte, David Asko, Kimshies, Léa Occhi, Mathame, Paula Temple B2B SNTS VJ : Emiko, Fanny Bouyagui, Graphset, Loup Blaster |
| 2021   | 8 et 9 octobre            | Gare de Lille-Saint-Sauveur - Lille | Vendredi : HAP, Solstice, Wahm live Samedi : BLAC, Esoteric Circle, Mala Ika |
| 2021   | 2 octobre                 | Chapelle des Jésuites de Saint-Omer | APM 001, BLAC, Frankey & Sandrino, Ivory VJ : Graphset |
| 2022   | 30 septembre et 1 octobre | La Condition publique - Roubaix     | Vendredi : Kimshies, Jennifer Cardini, Maceo Plex, Kobosil, Mainro, Terr, Jimi Jules B2B Trikk, Dixon Samedi : David Asko, Adiel, Anna, Ellen Allien, 999999999 Hybrid live, Blac, APM001, Who Made Who Hybrid DJ set, Mind Against, Adriatique VJ : Emiko, Fanny Bouyagui, Loup Blaster, PFA Studios                                                    |
| 2022   | 30 septembre et 1 octobre | Gare de Lille-Saint-Sauveur - Lille | Vendredi : HAP, Drown, Betical Samedi : Zaatar, Lexx, Meloko |
| 2022   | 8 octobre                 | Chapelle des Jésuites de Saint-Omer | APM001, Blac, Damon Jee, Wahm live VJ : Fanny Bouyagui, Loup Blaster |
| 2023   | 6 & 7 octobre             | La Condition publique - Roubaix     | Vendredi : 999999999, Charlie Sparks b2b Parfait, Darlyn Vlys, David Asko, I Hate Models, Jennifer Cardini b2b Pablo Bozzi, Mala Ika, Zaatar Samedi : APM001, Curses, Curses b2b Damon Jee, Damon Jee, Ellen Allien, Onyvaa, Kimshies, Klangkuenstler, Shubostar, VBK VJ : Emiko, Fanny Bouyagui, Nina, PFA-Studios                                      |
| 2023   | 6 & 7 octobre             | Gare de Lille-Saint-Sauveur - Lille | Vendredi : Julie Voodoo & Ravintsara, Karassimeon Samedi : Jane Bee, Mainro |
| 2023   | 8 octobre                 | Le Couvent - Roubaix                | Matin : Damon Jee, Curses, Kimshies, Mainro, Julie Voodoo & Ravintsara Après Midi : APM001, Blac, Canapé Mix, David Asko, Desertland Soundsystem, Jolicoeur, Kontour, Sly, VBK b2b Zaatar |
| 2023   | 14 octobre                | Chapelle des Jésuites de Saint-Omer | AFFKT, Kendal, APM001, Blac |
| 2024   | 25 + 26 mai               | Le 9-9bis - Oignies                 | Samedi : 6EJOU, APM001, Blac, Cassie Raptor, Darlyn Vlys, Fanny Bouyagui, Graphset, Kobosil, Loupblaster, Zaatar Dimanche : Canapé Mix, Faraï, Funkyfred, Guilman, John Loose, Madjoub Aga |